# فيرونيكا بيريز
فيرونيكا بيريز (بالإسبانية: Verónica Pérez) (بالإنجليزية: Veronica Perez) (18 مايو 1988 بهايوارد في الولايات المتحدة - ) هي لاعبة كرة قدم مكسيكية وأمريكية في مركز الدفاع. شاركت مع منتخب الولايات المتحدة تحت 23 سنة للسيدات لكرة القدم ‏ ومنتخب المكسيك لكرة القدم للسيدات. أما مع النوادي، فقد لعبت مع ستيارنان وكانبيرا يونايتد ووسترن نيويورك فلاش وKIF Örebro DFF ‏ وواشنطن سبيريت وSaint Louis Athletica ‏ وSound FC (women) ‏ وStjarnan (women's football) ‏.

## وصلات خارجية
- فيرونيكا بيريز على موقع الاتحاد الدولي (مؤرشف)  (الإنجليزية)
- فيرونيكا بيريز على موقع الاتحاد الأوربي (الإنجليزية)
- فيرونيكا بيريز على موقع بطولة كرة القدم المكسيكية للسيدات (الإسبانية)
- فيرونيكا بيريز على موقع قاعدة بيانات كرة القدم.إي يو (الإنجليزية)
- فيرونيكا بيريز على موقع Soccerway.com (الإنجليزية)
- فيرونيكا بيريز على موقع عالم كرة القدم.نت (الإنجليزية)